# 리틀세인트제임스섬

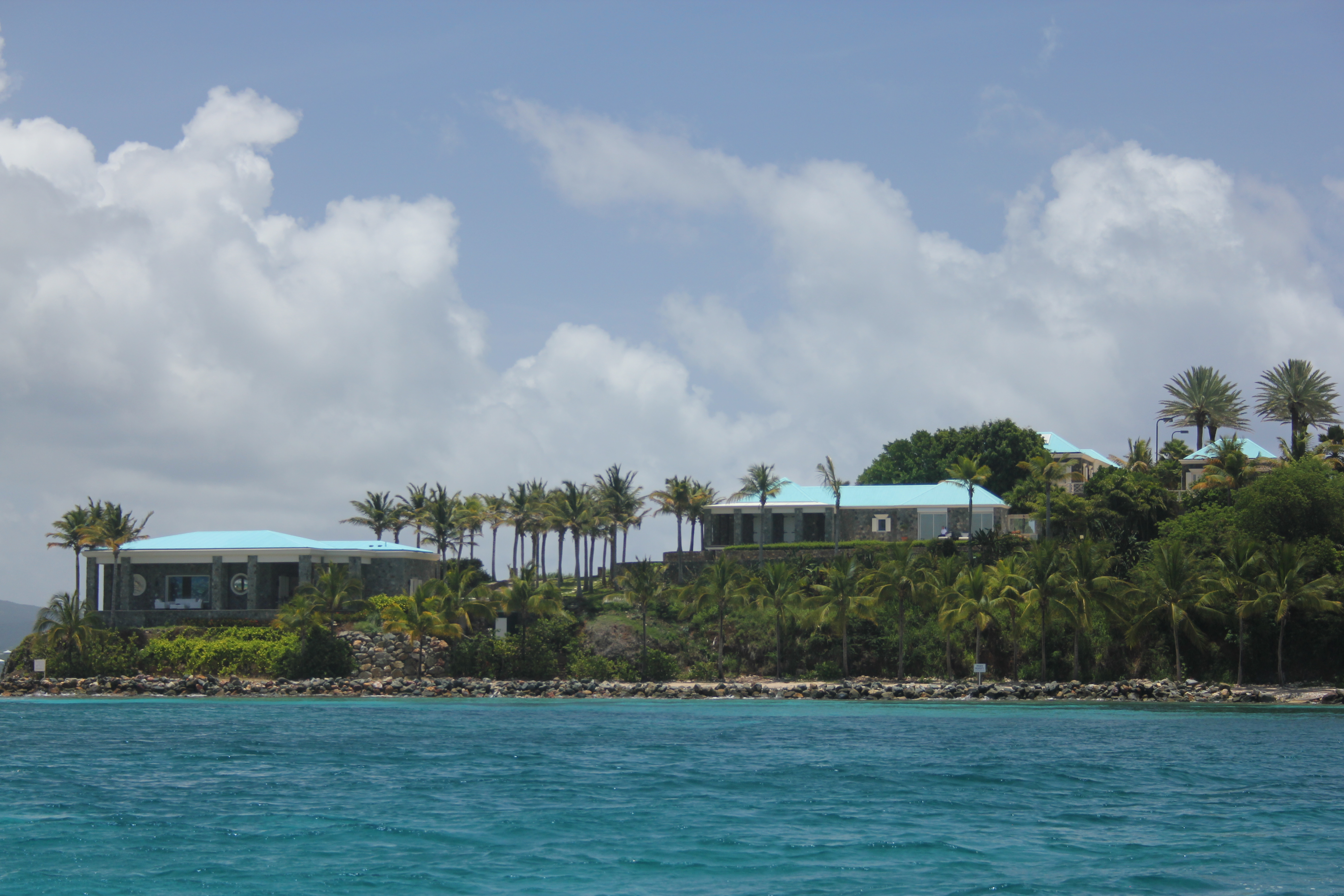

세인트토머스에서 남동쪽에 위치한 두 섬 중 작은 섬인 리틀세인트제임스섬.

리틀세인트제임스섬(Little Saint James)은 미국령 버진아일랜드에 있는 작은 개인 소유 섬으로, 세인트토머스의 남동쪽에 위치한다. 이 섬은 1998년부터 2019년 그의 죽음까지 미국의 금융인이자 성범죄자인 제프리 엡스타인이 소유했다. 엡스타인이 소유하는 동안 이 섬은 엡스타인 섬이라는 별명을 얻었다.

## 지리

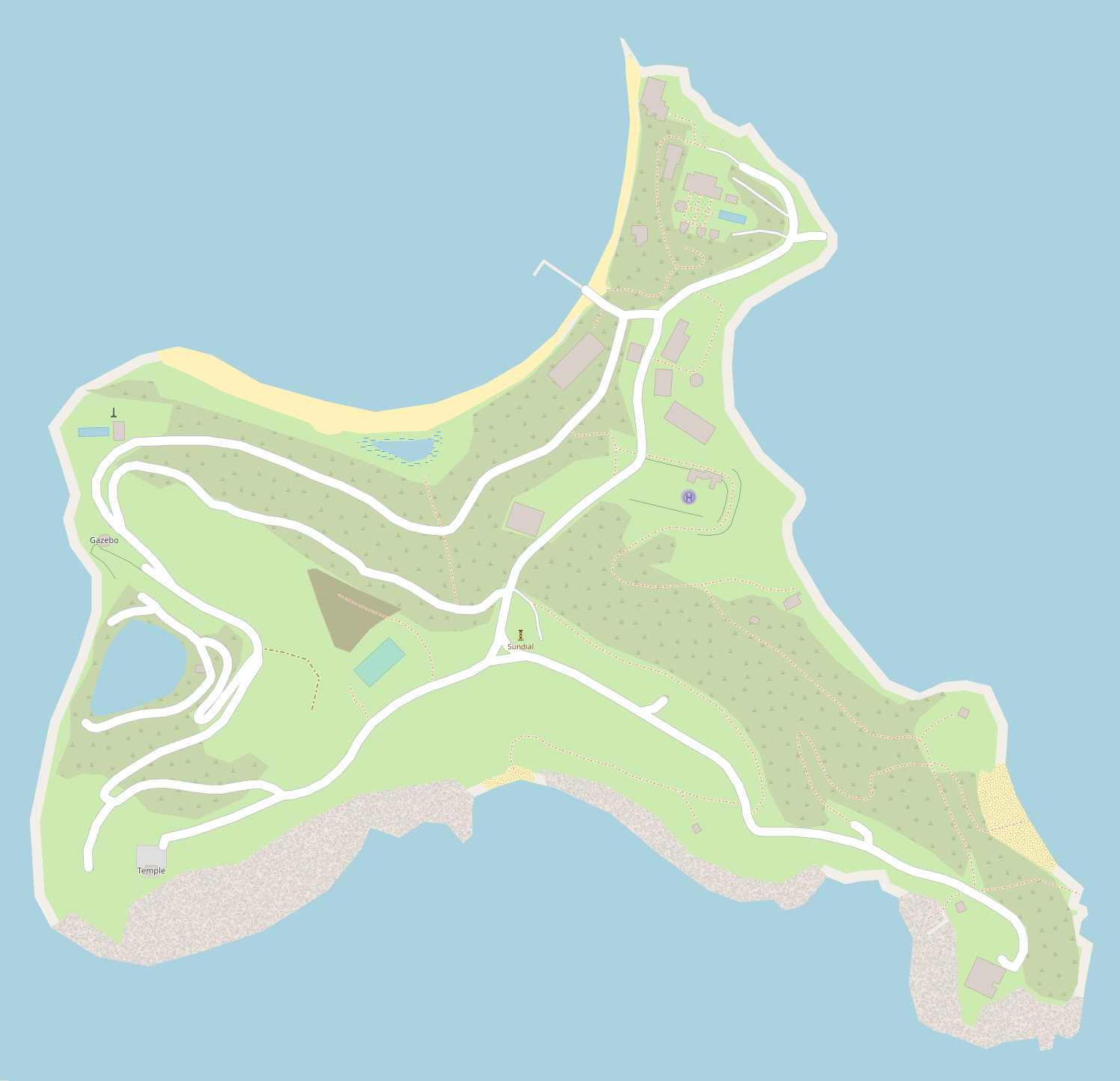
리틀세인트제임스섬 지도

리틀세인트제임스섬은 약 70 to 78 에이커 (28 to 32 ha) 면적의 작은 섬(또는 암초)이다. 이 섬은 미국령 버진아일랜드에 위치하며, 더 큰 세인트토머스 섬의 남쪽 해안에 위치한 인접한 그레이트세인트제임스섬 남동쪽에 자리하며, 세인트토머스 이스트엔드 하위 구역에 속한다.
버진 제도는 카리브해 해저에서 솟아오른 산봉우리들이다. 무역풍(지구 적도 근처에서 동에서 서로 부는 탁월풍)이 기후와 지역 날씨를 지배하며, 겨울에는 바람이 강하고 비가 적게 내린다.

## 소유권

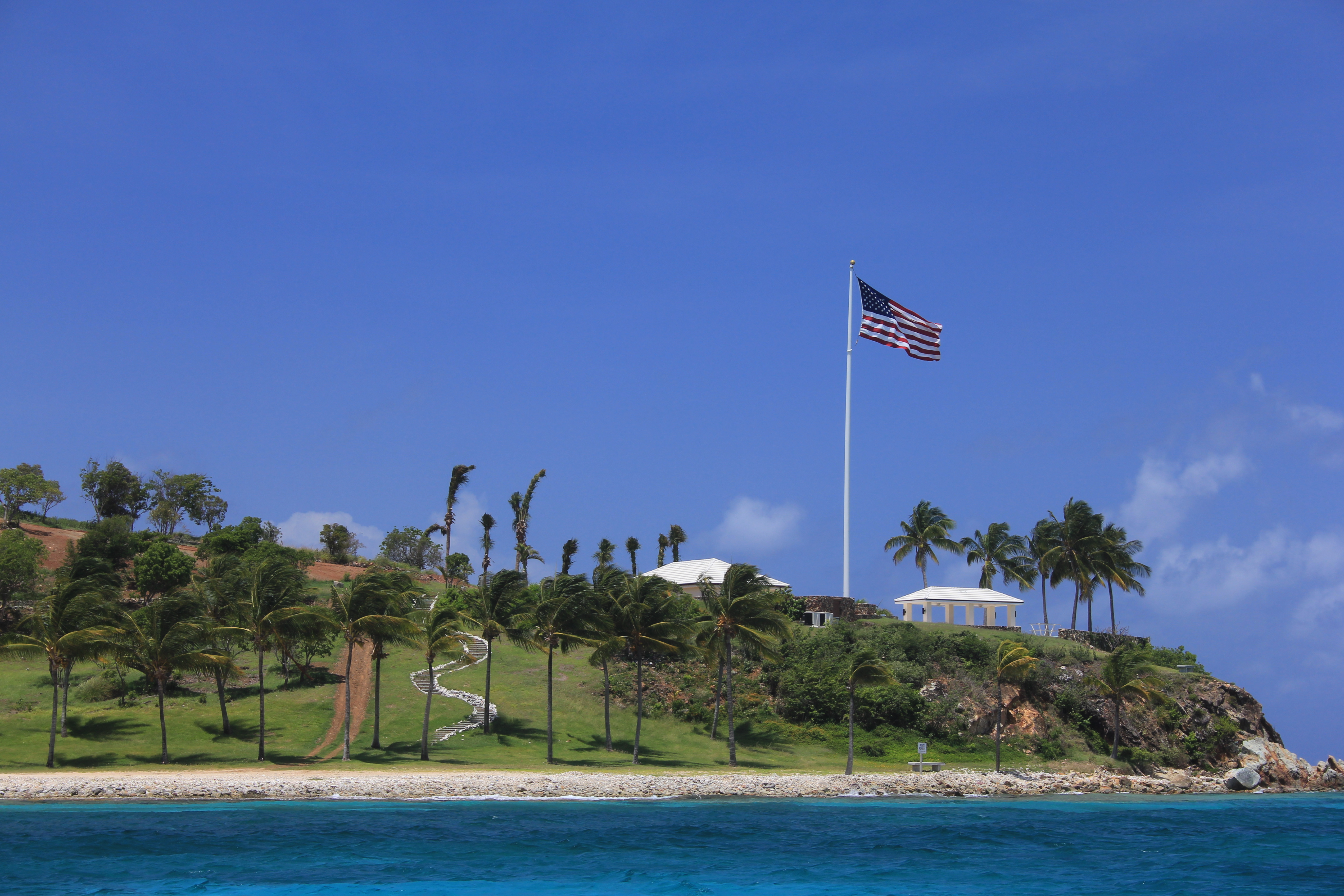
제프리 엡스타인 소유 당시 버진 제도의 리틀세인트제임스섬

리틀세인트제임스섬은 개인 소유 섬이다. 1997년에 리틀세인트제임스섬은 벤처 자본가 아치 커민(Arch Cummin)이 소유했으며 1,050만 달러에 매물로 나왔다. 1998년 4월, L.S.J. LLC라는 회사가 795만 달러에 이 섬을 매입했으며, 문서에 따르면 제프리 엡스타인이 L.S.J.의 유일한 회원이었다. 2019년, 이 섬의 가치는 63,874,223달러로 평가되었다. 이 섬은 엡스타인의 주 거주지였으며, 그는 이 섬을 "리틀 세인트 제프"라고 불렀다. 섬의 본채는 아만 리조트의 디자이너인 에드워드 터틀에 의해 개조되었다. 2008년, 리틀세인트제임스섬의 엡스타인 저택에는 70명의 직원이 있었다. 한 전 직원에 따르면, 엡스타인은 직원들에게 신중함과 비밀 유지를 강조했다.
2022년 3월, 리틀세인트제임스섬과 인접한 그레이트세인트제임스섬은 1억 2,500만 달러에 매물로 나왔다. 엡스타인 재산 관리 변호사는 매각으로 얻은 돈이 여러 소송을 해결하는 데 사용될 것이라고 밝혔다. 공동 판매를 감독하는 베스포크 부동산(Bespoke Real Estate)은 목록에 대한 추가 정보는 잠재 구매자에게만 제공된다고 밝혔다.
2023년 5월, 억만장자 스티븐 데코프(Stephen Deckoff)는 그의 회사 SD 인베스트먼트(SD Investments)를 통해 그레이트세인트제임스섬과 리틀세인트제임스섬을 6천만 달러에 인수했다고 발표했다.

## 건물
1997년에 이 섬에는 본채, 게스트용 별채 3채, 관리인 숙소, 개인 해수담수화 시스템, 헬리패드, 부두가 있었다. 또한, 원래는 황금 돔으로 덮여 있던 파란색 줄무늬의 상자 모양 건물도 있다. 이 건물의 용도는 불분명한데, 엡스타인의 건축가들이 2010년에 승인을 위해 제출했던 음악 전시장 계획과 상당한 차이를 보였기 때문이다. 원래 계획서에 있는 건물은 팔각형의 발자국 모양이었고, 단면은 직사각형이었으며, 바깥 벽에서 두 개의 측면 방이 뻗어 있었다. 또한 건물은 훨씬 낮았고, 돔은 팔각형에서 측면 건물의 지붕까지 이어졌다. 결국 건설된 건물은 훨씬 높고, 정육면체 모양이었으며, 측면 방이 없었다. 돔도 정육면체의 범위 안에 있었고, 건물은 제안된 벽 마감재를 적용하지 않았으며, 그 계획서에 있던 재료, 즉 돌로 지어지지 않았다.

## 방문객
데이비드 코퍼필드 (마술사)는 1993년 클라우디아 시퍼를 만난 지 3개월 후 리틀세인트제임스섬에서 그녀에게 청혼했다.
빅토리아 시크릿 모델들은 엡스타인의 전 직원이 그곳에서 본 손님들 중 일부였으며, 억만장자 레스 웩스너(Les Wexner)는 최소 한 번 섬을 방문했다. 요크 공작 앤드루는 엡스타인의 개인 제트기를 타고 섬을 최소 한 번 방문했지만, 전 직원들은 그가 리틀세인트제임스섬을 여러 번 방문했다고 말했다.
나중에 버지니아 주프레로 알려진 버지니아 주프레는 소송에서 도널드 트럼프의 마러라고 리조트에서 일하는 동안 엡스타인이 운영하는 성매매 조직에 유인되었으며, 엡스타인과 함께 여행 중 섬에서 빌 클린턴을 보았다고 주장한다. 미국 비밀경호국 기록에 대한 미국 정보공개법 요청에서 빌 클린턴이 리틀세인트제임스섬을 방문했을 수 있다는 증거는 발견되지 않았다. 엡스타인의 비행 기록에 따르면, 클린턴은 미국령 버진아일랜드 근처를 비행한 적이 없다. 2019년 7월, 클린턴 대변인은 클린턴이 섬을 방문한 적이 없다는 성명을 발표했다.
전 바클리즈 회장인 제스 스테일리(Jes Staley)는 2015년에 이 섬을 방문했다.

## 엡스타인 소유 당시의 평판
이 섬은 "죄악의 섬(Island of Sin)", "소아성애자 섬(Pedophile Island)", "난교 섬(Orgy Island)", 그리고 "엡스타인 섬(Epstein Island)"과 같은 별명을 얻었다.
엡스타인의 피해자라고 주장하는 이들의 변호사에 따르면, 리틀세인트제임스섬은 엡스타인과 그와 함께 여행한 친구들에 의해 미성년자를 상대로 한 많은 범죄가 저질러진 곳이라고 한다. 법원 문서에는 당시 17세였던 버지니아 주프레가 엡스타인에 의해 요크 공작 앤드루와 여러 차례 성관계를 갖도록 강요당했으며, 리틀세인트제임스섬에서 열린 난교에 참여한 적도 있다고 주장한다. 버킹엄궁은 이러한 주장을 부인했다. 엡스타인의 변호사는 주프레의 난교 주장을 "오래되고 신뢰할 수 없는" 것이라고 묘사했다.
현지 주민들에 따르면, 엡스타인은 성범죄자로 등록된 이후인 2019년에도 미성년자 소녀들을 섬으로 계속 데려왔다. 2019년 8월, 엡스타인의 죽음 이후, FBI 요원들이 리틀세인트제임스섬에 있는 그의 거주지를 수색했다.

## 같이 보기
- 그레이트세인트제임스섬
- 미국령 버진아일랜드의 성관계 동의 연령